# Mercedes Cabello de Carbonera
Pour les articles homonymes, voir Cabello et Carbonera (homonymie).
Mercedes Cabello Llosa de Carbonera, née à Moquegua au Pérou le 7 ou le 17 février 1845, morte à Lima le 12 octobre 1909, est une écrivaine péruvienne, romancière et essayiste.
Influencée par le positivisme et le naturalisme, elle est l'une des principales initiatrices du réalisme littéraire dans les romans péruviens. Elle écrit six romans au contenu social et intentionnellement critique. Les plus réussis de ses romans sont Blanca Sol (1888), Las consecuencias (1890) et El conspirador (1892). Elle écrit également de nombreux articles et essais publiés dans des journaux péruviens sur des sujets littéraires et sociaux.
Elle prône particulièrement l'émancipation des femmes, et elle est l'une des premières féministes péruviennes. Elle est une contemporaine de Manuel González Prada, qui, comme elle, est un positiviste sui generis ; et elle participe aux réunions « tertulias » de Juana Manuela Gorriti, ce qui lui donne l'occasion de rencontrer d'autres écrivaines et de discuter de la littérature et des idéologies féministes.
Mercedes Cabello de Carbonera est généralement associée à des écrivaines péruviennes comme Carolina Freyre de Jaimes et Juana Manuela Gorriti. Un pseudonyme littéraire usuel de Mercedes Cabello est Enriqueta Pradel, elle utilise ce pseudonyme pour publier ses écrits dans les périodiques El Album et El Recreo.

## Biographie

### Jeunesse et études
Mercedes Cabello de Carbonera est née à Moquegua le 7 février 1845 ou le 17 février. Elle est issue d'une famille aisée qui lui a fourni une sérieuse éducation. La région (departamento) de Moquegua où elle vit pendant son enfance est l'une des zones touchées par les troupes chiliennes, elle en parlera plus tard dans son roman El Conspirador.
Pendant ses années d'étude, Ramón Castilla est le président du Pérou et sa politique libérale conduit à diversifier les matières que les femmes peuvent apprendre à l'école, y compris le français, la géographie anglaise et l'arithmétique.
Elle apprend ainsi le français dans ses premières années, ce qui lui permet plus tard de lire couramment les écrivains européens contemporains, sans avoir à dépendre des traductions. Mais l'éducation de Mercedes Cabello de Carbonera ne se conforme pas à une scolarité suivie et cohérente. En raison du manque d'institutions éducatives pour femmes, ses parents ont embauché des précepteurs privés pour lui donner un niveau suffisant d'éducation dans les matières généralement autorisées pour les jeunes femmes de la bourgeoisie, mais elle s'instruit largement par elle-même et elle aime beaucoup la lecture.
Cela lui donne un bon aperçu des œuvres littéraires que ses compatriotes péruviens ne lisaient pas. Les mouvements littéraires européens tels que le romantisme et le naturalisme ont une grande influence sur son œuvre. Ces mouvements littéraires sont particulièrement importants car dans les œuvres littéraires du XIXe siècle comme celles de Mercedes Cabello de Carbonera, il est bien apprécié qu'un auteur inclue des éléments romantiques et naturalistes dans son œuvre.

### Écrivaine contestataire
À l'âge de vingt-deux ans, Mercedes Cabello de Carbonera s'installe à Lima où elle épouse un médecin. Elle y développe sa carrière d'écrivain. Elle devient veuve très jeune, ce qui n'est pas sans incidence sur la liberté de mouvements dont elle bénéficie, échappant à tout contrôle patriarcal et n'ayant pas d'enfants.
Elle sait qu'elle est dans une position que de nombreuses femmes de son entourage ne comprendraient jamais, alors elle écrit pour amener les femmes à lutter contre l'oppression patriarcale. Et malgré son état de veuve, Mercedes Cabello de Carbonera devient une participante active de la scène littéraire. Elle est publiée et lue de son vivant, et elle est parmi les premiers écrivains péruviens à succès. Ses ouvrages sont très controversés au XIXe siècle en raison de leur contenu critique sur l'aristocratie péruvienne.
En ce qui concerne la religion, Mercedes Cabello de Carbonera n'est pas contre le catholicisme, mais elle critique le fait que les femmes de la haute société utilisent les fêtes religieuses pour afficher leur belle toilette. Ses critiques ne portent pas sur la religion en elle-même, mais sur la façon dont la religion est pratiquée par la société de classe supérieure. Elle pense aussi que la religion ne devrait avoir un rôle prédominant dans l'éducation des femmes, alors que c'était le cas à l'époque.
Dans ses œuvres littéraires, Mercedes Cabello de Carbonera met l'accent sur un compromis personnel et professionnel nécessaire avec le problème des normes sociales à son époque. Sa volonté de présenter les problèmes de la bourgeoisie est manifeste dans beaucoup de ses romans.
L'un des problèmes qu'elle veut aborder est le manque d'importance accordée à l'éducation des femmes.
Pour cela, Mercedes Cabello de Carbonera utilise « le langage du positivisme pour courtiser les libéraux qui sont flexibles pour fixer des normes plus élevées pour l'éducation des femmes ».
Un petit aperçu de l'éducation limitée à laquelle les femmes péruviennes sont soumises est bien visible dans son roman Blanca Sol, où la protagoniste reçoit une éducation inadéquate et où il n'y a aucun modèle féminin de fort tempérament pour s'écarter des normes sociales désuètes. De façon plus générale, ses œuvres littéraires Sacrificio y recompensa, Blanca Sol, Las conséquencias et El conspirador contiennent le thème récurrent de femmes dépeintes comme « des créatures impuissantes, souffrantes ou comme des héroïnes déchues ».
Un autre de ses thèmes les plus importants dans ses écrits est sa critique de la bourgeoisie péruvienne, les élites sociales de Lima, entre 1860 et 1880. De fait, chacun des romans de Mercedes Cabello de Carbonera présente une analogie critique avec l'histoire de la société péruvienne.

## Principales œuvres

### Romans
- Sacrificio y recompensa (Lima, 1886), primé par l'Ateneo de Lima.
- Eleodora (Madrid, 1887), repris plus tard dans Las consecuencias.
- Los amores de Hortensia (1886 et 1887).
- Blanca Sol (1888, 1889 et 1894).
- Las consecuencias (1890).
- El conspirador, autobiographie d'une personnalité publique (1892 et 1898).

### Essais
- Influencia de las Bellas Letras en el progreso moral y material de los pueblos (1887), primé avec médaille d'or de la Municipalité de Lima.
- La novela realista.
- La novela moderna (1892), primé par la « Rosa de Oro » et par le concours littéraire interaméricain organisé par l'Académie littéraire de Buenos Aires.
- Importancia de la literatura.
- Estudio comparativo de la inteligencia y la belleza de la mujer.
- Perfeccionamiento de la educación y la condición social de la mujer.
- La religión de la humanidad (1893).
- El conde León Tolstoi (1894).

## Autres sources
- (en) Cet article est partiellement ou en totalité issu de l’article de Wikipédia en anglais intitulé « Mercedes Cabello de Carbonera » (voir la liste des auteurs).